# Gmina Końskowola
Die Gmina Końskowola ist eine Stadt-Land-Gemeinde im Powiat Puławski der Woiwodschaft Lublin in Polen. Ihr Sitz ist die gleichnamige Stadt mit 2188 Einwohnern (2004), sie liegt am Fluss Kurówka. Durch die Erhebung Końskowolas zur Stadt zum 1. Januar 2025 wurde die Gemeinde von einer Landgemeinde (gmina wiejska) zu einer Stadt-Land-Gemeinde (gmina miejsko-wiejska).

## Gliederung
Zur Stadt-Land-Gemeinde (gmina miejsko-wiejska) Końskowola gehören folgende Ortschaften mit einem Schulzenamt:
Chrząchów
Chrząchówek
Końskowola
Las Stocki
Młynki
Opoka
Pulki
Nowy Pożóg
Stara Wieś
Stary Pożóg
Rudy
Sielce
Skowieszyn
Stok
Witowice
Wronów